# Friedrich Pützer
Friedrich Pützer (né le 25 juillet 1871 à Aix-la-Chapelle ; mort le 31 janvier 1922 à Francfort-sur-le-Main) est un universitaire, architecte et urbaniste allemand, ayant contribué à l'édification de plusieurs églises protestantes, et s'étant impliqué dans la préservation des monuments.

## Biographie
Il naît à Aix-la-Chapelle en juillet 1871 de Johann Mathias Joseph Pützer (1831-1913), conseiller au gouvernement et directeur de l'école publique professionnelle, et de son épouse Elisabeth Zander. Après avoir terminé son lycée en 1889, il continue ses études à l'Université technique d'Aix-la-Chapelle sous la direction de Karl Henrici (de), un défenseur de la nouvelle doctrine de Camillo Sitte jusqu'en 1894.
De 1894 à 1896 il est professeur assistant à l'école secondaire (Oberrealschule) d'Aix-la-Chapelle. En 1897 il se rend à Darmstadt, probablement à la demande de Georg Wickop (de), où il commence comme assistant de Karl Hofmann, Erwin Marx et Georg Wickop à l’Université technique de Darmstadt. En 1898, il reçoit son habilitation et en 1900 devient professeur associé. En 1902 il est professeur ordinaire en aménagement urbain et architecture d'églises. C'est lui qui fonde la chaire d'architecture urbaine à Darmstadt, en même temps qu'il assume la responsabilité de la préservation des monuments de la Province de Starkenburg. En 1908 il est nommé architecte des églises de l'église protestante en Hesse (de) : il lui revenait ainsi d'évaluer et de corriger les plans des nouvelles églises en construction dans toute la Hesse ; il était assisté en cela de Josef Rings (de).
En 1914 il prend la suite de Georg Wickop comme architecte référent de l'Université technique de Darmstadt. Mais commence alors la Première Guerre mondiale, qui empêchera d'accomplir de gros projets dans l'université. En 1918-19, il exerce la fonction de recteur de l'université. Il refuse plusieurs invitations aux universités de Hanovre, de Charlottenburg, ainsi qu'à l'Université technique de Munich ; il enseigne à Darmstadt jusqu'à sa mort qui advient en 1922 alors qu'il n'a que 50 ans, après un an et demi de maladie.
Il était marié à Elisabeth Selck, dont il a eu deux fils. Sa tombe, où sont aussi enterrés son épouse et ses deux fils, se trouve au cimetière Waldfriedhof (de) (n° L 8a 51); elle a été conçue par un collègue Augusto Varnesi (de).
À la chaire d'architecture urbaine de Darmstadt, c'est Karl Roth (de) qui lui succède. Pützer a peu écrit, c'est sans doute la raison pour laquelle il était presque oublié à la fin des années 1970 ; c'est un autre successeur, Max Guther (de) qui a publié ses projets et ses plans et l'a ainsi fait reconnaître. Lors de la rénovation en 2015 de l'extension électrotechnique de l'Université technique de Darmstadt, avec la tour Pützer, ensemble qui datait de 1904, une exposition a remis en valeur la vie et l'œuvre de Pützer.

## Implications

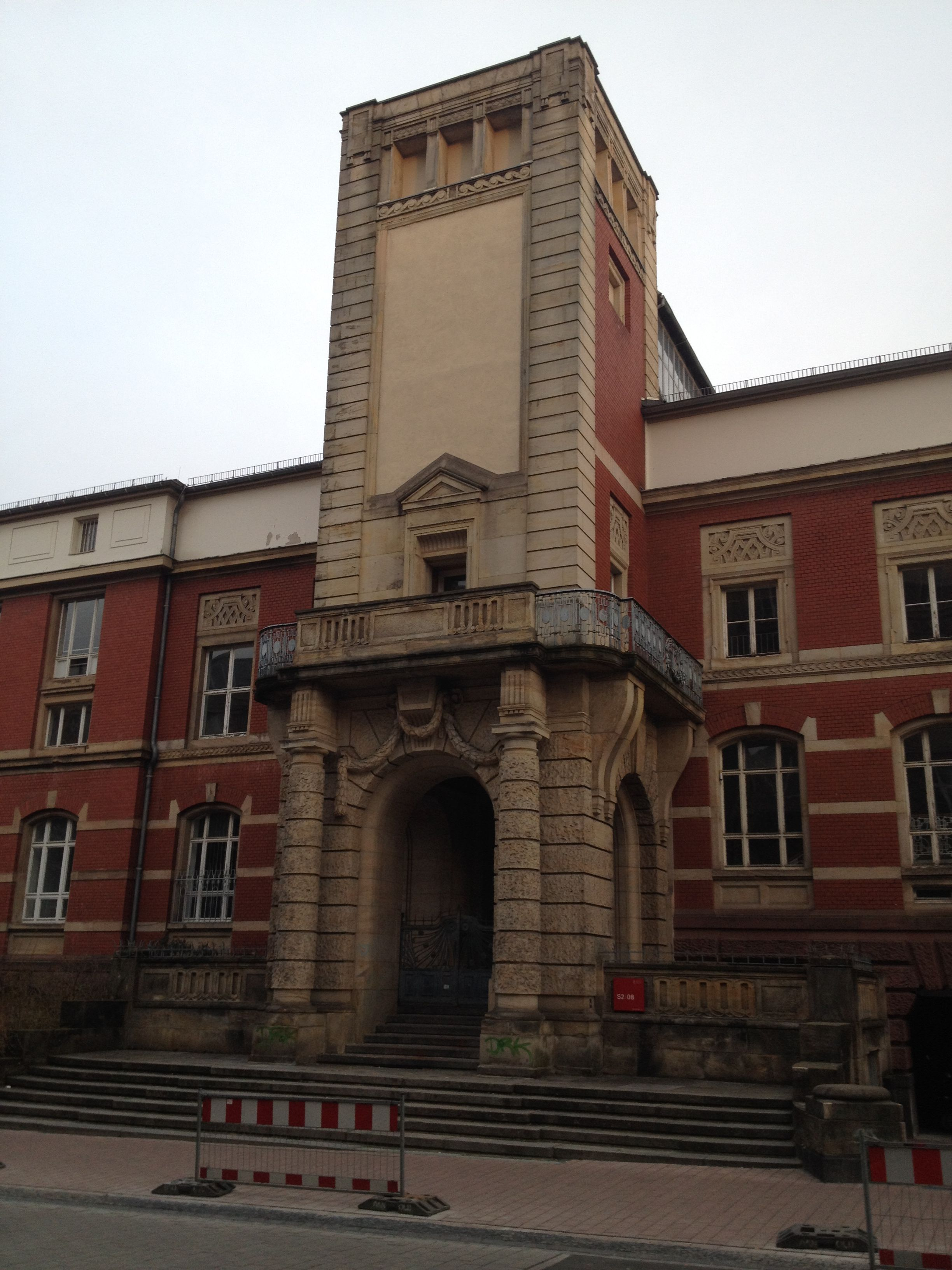
La tour Pützer dans la Hochschulstraße

Pützer conçoit ou fait restaurer de nombreuses églises en Région Rhin-Main. Il est particulièrement influent à Darmstadt : entre autres, on peut citer la partie du siège de Merck KGaA sur la Frankfurter Straße, la tour Pützer de la Hochschulstraße ou son zonage du quartier Paulusviertel de Darmstadt-Bessungen. En 1900 la ville de Darmstadt lui confie l'urbanisation du quartier entre Herdweg, Nieder Ramstädter Straße, Schießhausstraße et Martinstraße (Herdweg-Viertel). Dans ses plans, il s'inspire des principes de Camillo Sitte. C'est encore Pützer qui organise le quartier Paulusviertel avec la Paulusplatz et l'église protestante Pauluskirche (de) (1907).
Le premier gratte-ciel d'Allemagne, la tour Bau 15, construite entre 1915 et 1916 pour l'entreprise Carl Zeiss AG à Iéna, est réalisée selon ses plans : un ensemble de onze étages qui monte à 43 m.
Quelques œuvres de Pützer sont dans le style de l'Art nouveau, comme la Gare centrale de Darmstadt. Mais il a principalement travaillé dans le style traditionnel de son temps, même après le tournant du siècle, même s'il rejoint parfois l'expressionnisme. Ses critiques comme ses collègues de l'Université technique disent qu'il a eu finalement peu d'influence sur l'ensemble de la ville de Darmstadt.
En tout cas il fait partie des pionniers dans les constructions d'appartements pour les ouvriers, en concevant dès 1905 un ensemble de logements sur le site de l'entreprise chimique Merck, dont seulement un cinquième fut réalisé, pour n'être détruit qu'en 1970.

## Récompenses
Il a reçu la médaille de l'État prussien (1900), la 4e classe de l'ordre de l'Aigle rouge prussien (1905), la croix de chevalier de 1re classe de Philippe le Magnanime (1905), la 3e classe de l'Ordre de la couronne de Prusse (1912), la nomination au conseil privé des constructions (Geheime Baurat, 1913) et le doctorat d'honneur de l'Université technique d'Aix-la-Chapelle.
Des rues portent son nom dans le quartier Praunheim de Francfort-sur-le-Main et à Darmstadt.

## Travaux

### Immeubles
- Aix-la-Chapelle
  - Burghaus Classen (de), (1899–1900)

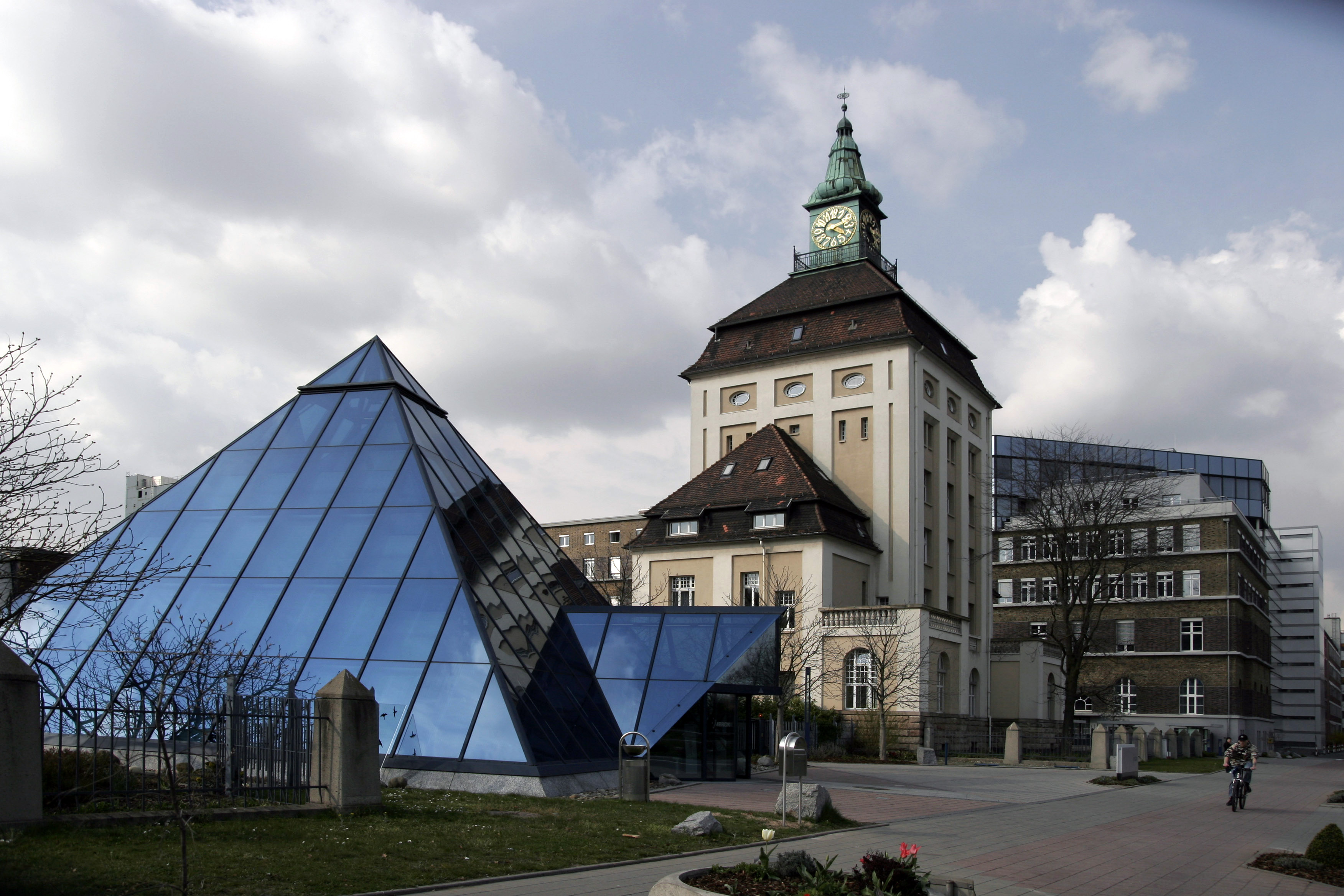
Tour Pützer de Merck KGaA à Darmstadt

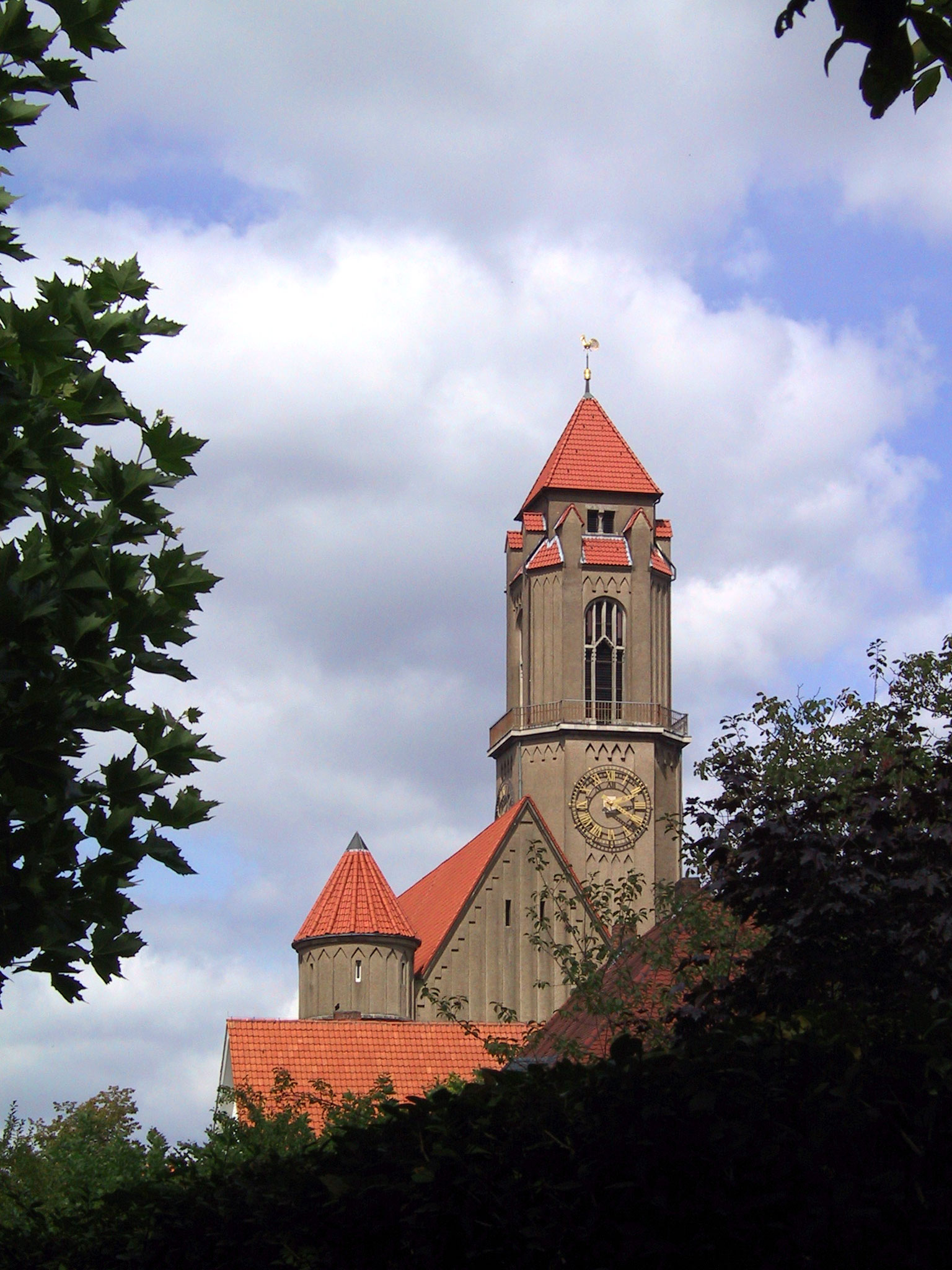
Église protestante Pauluskirche à Darmstadt-Bessungen

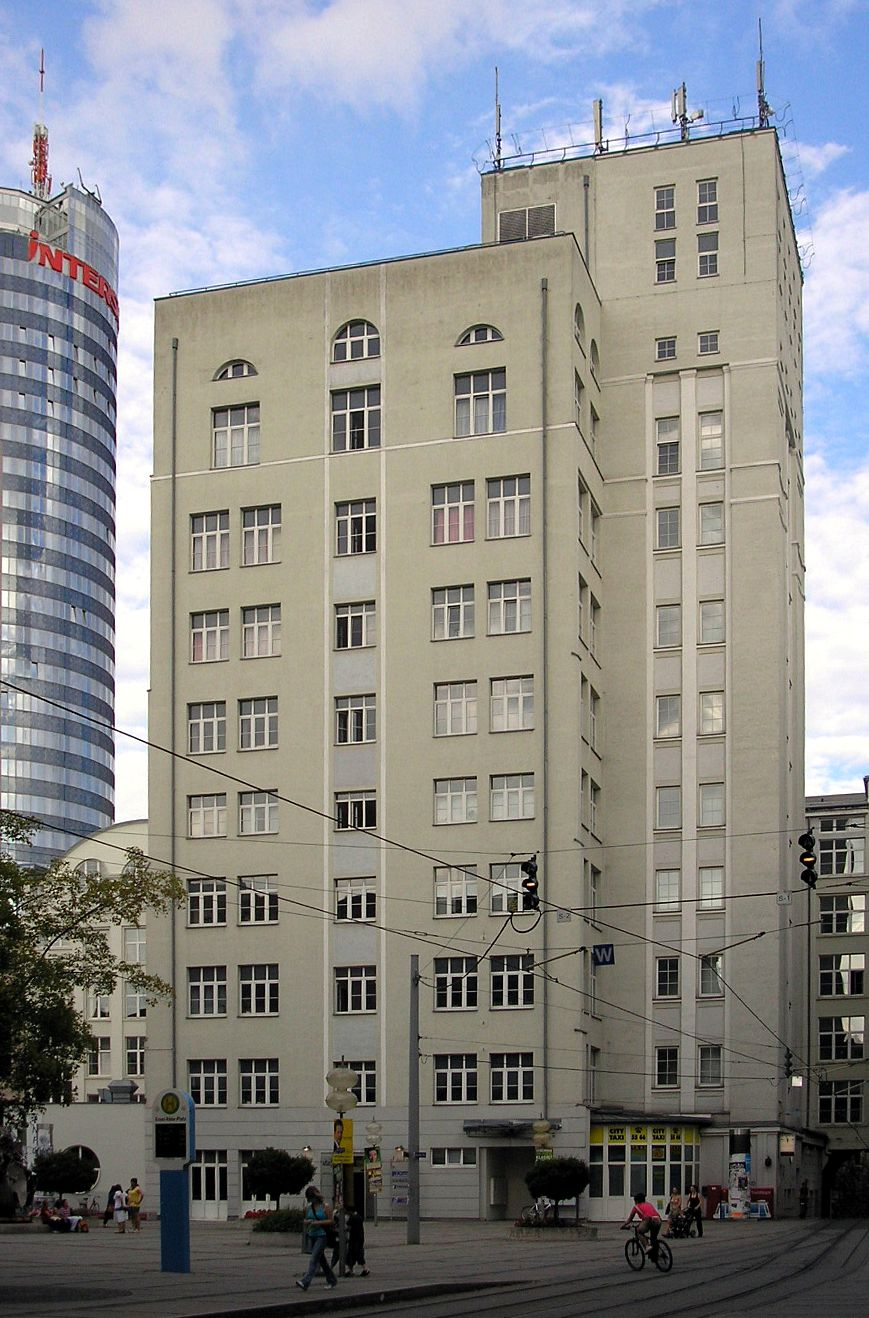
Bau 15 à Iéna, le plus ancien immeuble en hauteur d'Allemagne

  - Hôtel de ville au sein du Katschhof (de) (1900–1903)[2]
- Affolterbach (Quartier de Wald-Michelbach) : église réformée (1907)[3]
- Bechtheim : église protestante
- Budenheim : église protestante (1913)
- Darmstadt
  - Appartement double Becker/Bornscheuer (1901)
  - Maison Müller (1901, détruit en 1944)
  - Villa Prinz Isenburg (maison en ruine) (1903, brûlé en 1944)
  - Maison Herta/Ramspeck (1903, détruite en 1944)
  - Maison Leydhecker (1904)
  - Extension de la faculté électrotechnique de l'Université technique (1904)
  - Amphithéâtre et observatoire de l'institut physique de l'Université technique (1904 ; en grande partie détruit en septembre 1944)
  - Ensemble de logements pour les ouvriers de l'entreprise chimique Merck (1905, démoli)
  - Maison Mühlberger (1905)
  - Tour Pützer (bâtiment administratif et symbole actuel de l'entreprise Merck KGaA) (1905)
  - Bâtiments administratifs et laboratoires de l'entreprise Merck (1905 ; en grande partie détruits pendant la Seconde Guerre mondiale)
  - Fontaine du monument Bismarck avec Ludwig Habich (de) (1906)
  - Gare centrale de Darmstadt (conception en 1907, réalisation 1908–1912)
  - Transformation de l'église protestante Petruskirche (1910)
  - Maison de la famille Pützer avec maison d'été et fontaine de Heinrich Jobst (de), Alexandraweg 8 (1910)
  - Bâtiments administratifs des chemins de fer Prusse-Hesse (de) (après 1912)
  - Quartier Darmstadt-Bessungen :
    - Zonage du quartier Paulus (1900)
    - l'église protestante Pauluskirche (de) (1907)[4]

  - Quartier Eberstadt : transformation de l'église protestante Dreifaltigkeitskirche (1913)
- Düsseldorf-Benrath : l'église protestante Dankeskirche (1915)
- Eimsheim : l'église protestante (1906)
- Francfort-sur-le-Main : l'église protestante Matthäuskirche (de) (1905)
- Hanau : Hôtel du conseil de Land, Heinrich-Bott-Straße (autrefois Marienstraße) (1902/1903)[5]
- Iéna : Immeuble de la Carl Zeiss AG (aussi nommé Bau 15) (1916)
- Mayence :
  - transformation de l'église protestante Saint-Jean (1906 ; en collaboration avec l'architecte Ludwig Habich (de))
  - projet d'extension méridionale de Mayence (1908)[6]

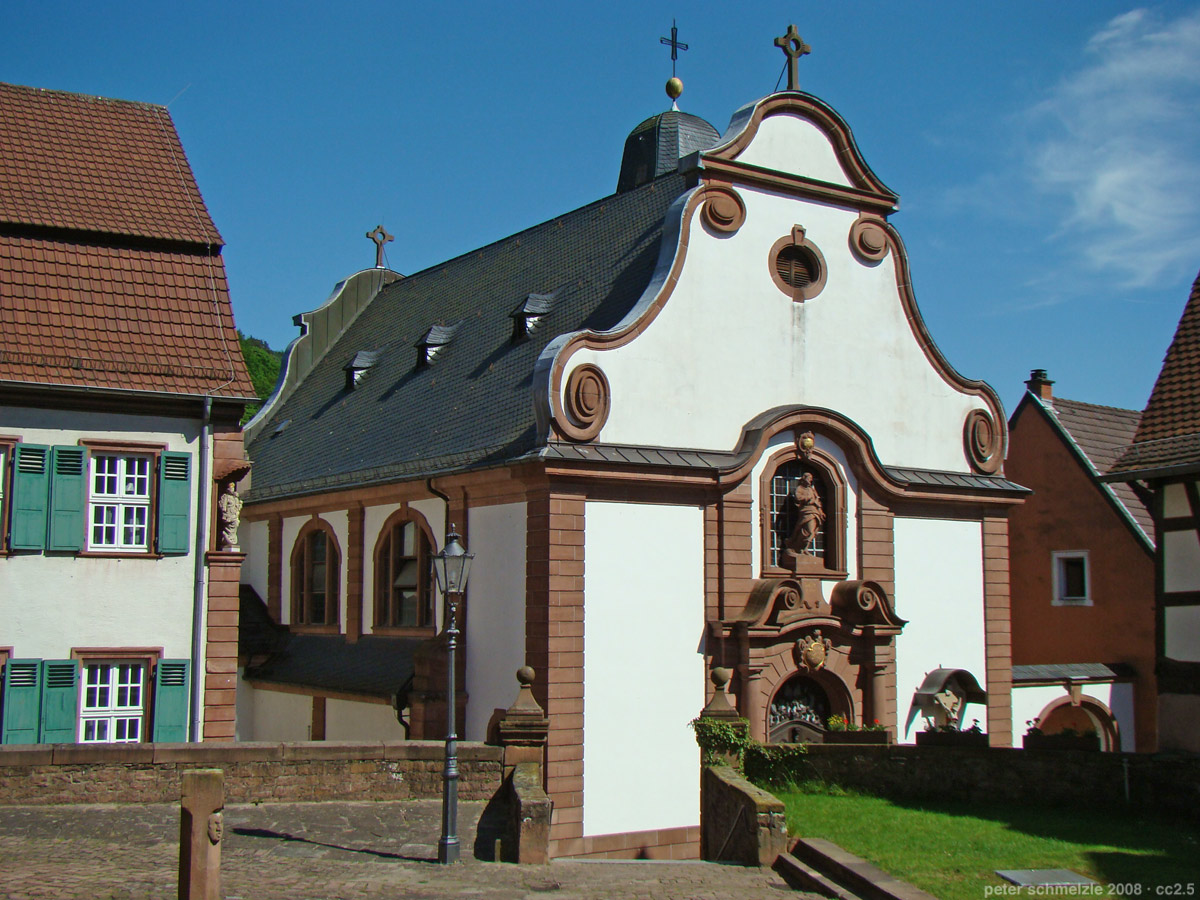
Église catholique du Sacré-Cœur à Nesckarsteinach

- Neckarsteinach : église paroissiale catholique Herz-Jesu-Kirche (1908)[7]
- Offenbach-sur-le-Main
  - église protestante Friedenskirche (de) (1911-1912)
  - église protestante Lutherkirche (1914)[8]
- Pfaffen-Schwabenheim : église protestante Gustav-Adolf-Kirche (1908)
- Wiesbaden : église protestante Église Luther (1910)
- Worms : église protestante Lutherkirche (de) (1912)

### Projets non réalisés
- Darmstadt : projet d'une piscine couverte (1905)
- Francfort sur le Main : projet de la Synagogue de Westend (1906), récompensé du 3e prix[9]
- Oberhausen : projet d'hôtel de ville (1913 ; ne fut réalisé que le bâtiment Sparkasse, en face de l'hôtel de ville, lequel sera réalisé plus tard selon d'autres plans en 1927)

### Discours et écrits
- « Discours dans la Pauluskirche le 8 avril 1919, pour une célébration autour des étudiants et enseignants de la TUD tombés pendant la première guerre mondiale » (consulté le 11 juillet 2015)